# Leslie Hope
Leslie Ann Hope (Halifax, 6 maggio 1965) è un'attrice canadese.

## Biografia
È principalmente ricordata per l'interpretazione di Teri Bauer nella serie televisiva 24.

## Filmografia

### Attrice

#### Cinema
- Love Streams - Scia d'amore (Love Streams), regia di John Cassavetes (1984)
- Kansas, regia di David Stevens (1988)
- Talk Radio, regia di Oliver Stone (1988)
- Se hai un dubbio... prendine due (It Takes Two), regia di David Beaird (1988)
- Il giallo del bidone giallo (Men at Work), regia di Emilio Estevez (1990)
- Colpo grosso (The Big Slice), regia di John Bradshaw (1991)
- L'estate delle scimmie (Summer of the Monkeys), regia di Michael Anderson (1998)
- Doppia Indagine (Bon Cop, Bad Cop), regia di Eric Canuel (2000)
- Bruiser - La vendetta non ha volto (Bruiser), regia di George A. Romero (2000)
- Il segno della libellula - Dragonfly (Dragonfly), regia di Tom Shadyac (2002)
- Never Back Down - Mai arrendersi (Never Back Down), regia di Jeff Wadlow (2008)
- Buried Treasure, regia di Leslie Hope – cortometraggio (2012)
- Crimson Peak, regia di Guillermo del Toro (2015)

#### Televisione
- CBS Schoolbreak Special – serie TV, episodio 1x03 (1984)
- California – serie TV, 6 episodi (1985-1986)
- Berrenger's – serie TV, 11 episodi (1985)
- Hunter – serie TV, episodio 3x14 (1987)
- Ricordi di guerra (War and Remembrance) – miniserie TV, 5 episodi (1988-1989)
- Una carriera per due (Working Tra$h), regia di Alan Metter – film TV (1990)
- Cinque in famiglia (Party of Five) – serie TV, episodio 1x13 (1994)
- Ultime dal cielo (Early Edition) – serie TV, episodi 1x04-1x09 (1996)
- Chicago Hope – serie TV, episodi 4x15-5x14 (1998-1999)
- Star Trek: Deep Space Nine – serie TV, episodio 6x17 (1998)
- Oltre i limiti (The Outer Limits) – serie TV, episodi 5x01-6x19 (1999-2000)
- Giudice Amy (Judging Amy) – serie TV, episodio 1x17 (2000)
- 24 – serie TV, 24 episodi (2001-2002)
- Gioventù ribelle (The Incredible Mrs. Ritchie), regia di Paul Johansson – film TV (2003)
- Line of Fire – serie TV, 13 episodi (2003-2005)
- Amerika - Un paese sotto scacco (Meltdown), regia di Jeremiah S. Chechik – film TV (2004)
- Dr. House - Medical Division (House, M.D.) - serie TV, episodio 1x10 (2005)
- Una donna alla Casa Bianca (Commander in Chief) – serie TV, 4 episodi (2005-2006)
- Everwood – serie TV, episodi 4x10-4x11-4x12 (2006)
- Runaway - In fuga (Runaway) – serie TV, 10 episodi (2006-2008)
- CSI: Miami – serie TV, episodio 6x08 (2007)
- The Mentalist – serie TV, 4 episodi (2008-2010)
- Law & Order: Criminal Intent – serie TV, episodi 7x20-7x21 (2008)
- Private Practice – serie TV, episodio 2x03 (2008)
- Off the Map – serie TV, episodio 1x09 (2011)
- The River – serie TV, 8 episodi (2012)
- Castle – serie TV, episodio 5x09 (2012)
- Revolution – serie TV, 4 episodi (2013)
- NCIS - Unità anticrimine (NCIS) – serie TV, 6 episodi (2013-2016)
- The Strain – serie TV, 4 episodi (2014)
- Tyrant – serie TV, 10 episodi (2014-2016)
- Blue Bloods – serie TV, episodi 5x19-5x20 (2015)
- Rogue – serie TV, episodi 3x07-3x08 (2015)
- NCIS: New Orleans – serie TV, episodio 2x03 (2015)
- Suits – serie TV, 9 episodi (2016-2017)
- I misteri di Murdoch (Murdoch Mysteries) – serie TV, episodio 9x12 (2016)
- Aftermath – serie TV, episodio 1x06 (2016)
- Slasher – serie TV, 8 episodi (2017)
- Station 19 – serie TV, 3 episodi (2018)

### Regista
- My Neighbor's Secret – film TV (2009)

## Doppiatrici italiane
Nelle versioni in italiano delle opere in cui ha recitato, Leslie Hope è stata doppiata da:
- Roberta Greganti in Everwood, Runaway - In fuga, NCIS - Unità anticrimine, NCIS: New Orleans
- Roberta Pellini in Una donna alla Casa Bianca, Crimson Peak, Station 19
- Emanuela Rossi in Hunter, 24
- Alessandra Korompay in Star Trek: Deep Space Nine, The River
- Laura Boccanera in Line of Fire, Castle
- Cristina Boraschi in The Mentalist, Suits
- Micaela Esdra in Talk Radio
- Francesca Rossiello in Ricordi di guerra
- Antonella Rinaldi in Doppia indagine
- Isabella Pasanisi ne Il segno della libellula - Dragonfly
- Emilia Costa in Dr. House - Medical Division
- Cristina Giolitti in Law & Order: Criminal Intent
- Valeria Perilli in Private Practice
- Laura Romano in CSI: Miami
- Tiziana Avarista in Never Back Down - Mai arrendersi
- Daniela Abbruzzese in The Strain
- Patrizia Burul in Tyrant
- Giò Giò Rapattoni in Blue Bloods
- Patrizia Giangrand in Slasher